# Miguel Cané
Miguel Cané   (Montevideo, 27 de gener de 1851 - Buenos Aires, 5 de setembre de 1905) fou un escriptor i polític argentí d'origen uruguaià. Ocupà el càrrec d'intendent de la ciutat de Buenos Aires, així com d'altres càrrecs públics: fou ambaixador, professor universitari, i director-encarregat d'oficines públiques.

## Biografia
Va néixer a Montevideo, Uruguai, el 1851, durant l'expatriació de la seva família. Amb dos anys regressà a Buenos Aires amb la seva família, poc després de la caiguda de Juan Manuel de Rosas.
Entre 1863 i 1868 cursà el batxillerat al Col·legi Nacional de Buenos Aires (situat a l'actual passeig històric de la "Manzana de las Luces"), en l'època que era un internat d'homes, durant la direcció del canonge Eusebio Agüero i com a alumne del professor francès Amadeo Jacques. Les experiències viscudes en aquest col·legi van ser narrades en Juvenilia (1884), el més recordat dels seus llibres.
Es va iniciar en el periodisme primerencament en el diari La Tribuna dels seus cosins els Varela, i després en El Nacional, redactat per Domingo Faustino Sarmiento i Vélez Sársfield.
Es graduà en Dret a la Universitat de Buenos Aires el 1878. Va ser diputat provincial i nacional, director de Correus i diplomàtic davant Colòmbia i Veneçuela. Com a resultat d'aquestes experiències fora del país, va escriure En viaje (1884). Va ser intendent de la ciutat de Buenos Aires entre 1892 i 1893, ministre de Relacions Exteriors i de l'Interior i diplomàtic argentí a París. El 1898 ocupà una banca al Senat, on impulsà a comanda de la Unió Industrial Argentina la llei de Residència (1902). Morí a Buenos Aires el 1905.